# Vosa saská
Vosa saská (Dolichovespula saxonica) je druhem sociálního jedovatého blanokřídlého hmyzu z čeledi sršňovitých. Je to dlouholebá vosa, žije v Evropě a v Asii, v ČR je poměrně hojná. Na rozdíl od vosy norské nemá na zadečku oranžové skvrny.

## Popis
Vosa saská je typicky černožlutě zbarvená. Zadeček je kratší než u vosíků, část zadečku přiléhající k bedrům je černá. Od podobné vosy lesní se liší tečkami mezi pruhy na svrchní straně zadečku. Pruhy na tergitech (svrchních destičkách zadečku) uprostřed vybíhají do hrotů směřujících ke špičce zadečku. Královny měří 15 až 18 mm, samci 13 až 15 mm a dělnice 11 až 14 mm.

## Rozšíření, biotop
Žije v Evropě a Asie kromě jižní části, na východě rozšíření zasahuje až do Japonska. V ČR žije především v pahorkatých zalesněných oblastech, ale je hojná i v nížinách. Ze všech běžných druhů vos hnízdí nejblíže člověku, často přímo v lidských stavbách.

## Způsob života

### Sociální uspořádání

#### Pohlavní jedinci
Královna je nejdůležitější částí kolonie. Je to oplozená samice, jejíž úlohou je kladení vajíček. Může klást oplozená vajíčka samic a neoplozená vajíčka samců. Žije od podzimu do konce léta dalšího roku. Královny dorůstají délky až 18 mm. Kolonie vosy saské jsou monogynní, tzn. mají jen jednu královnu.
Samci se líhnou v létě a jejich jedinou úlohou je oplození samic. K páření dochází při rojení, kdy pohlavní jedinci vyletí z hnízda ven.

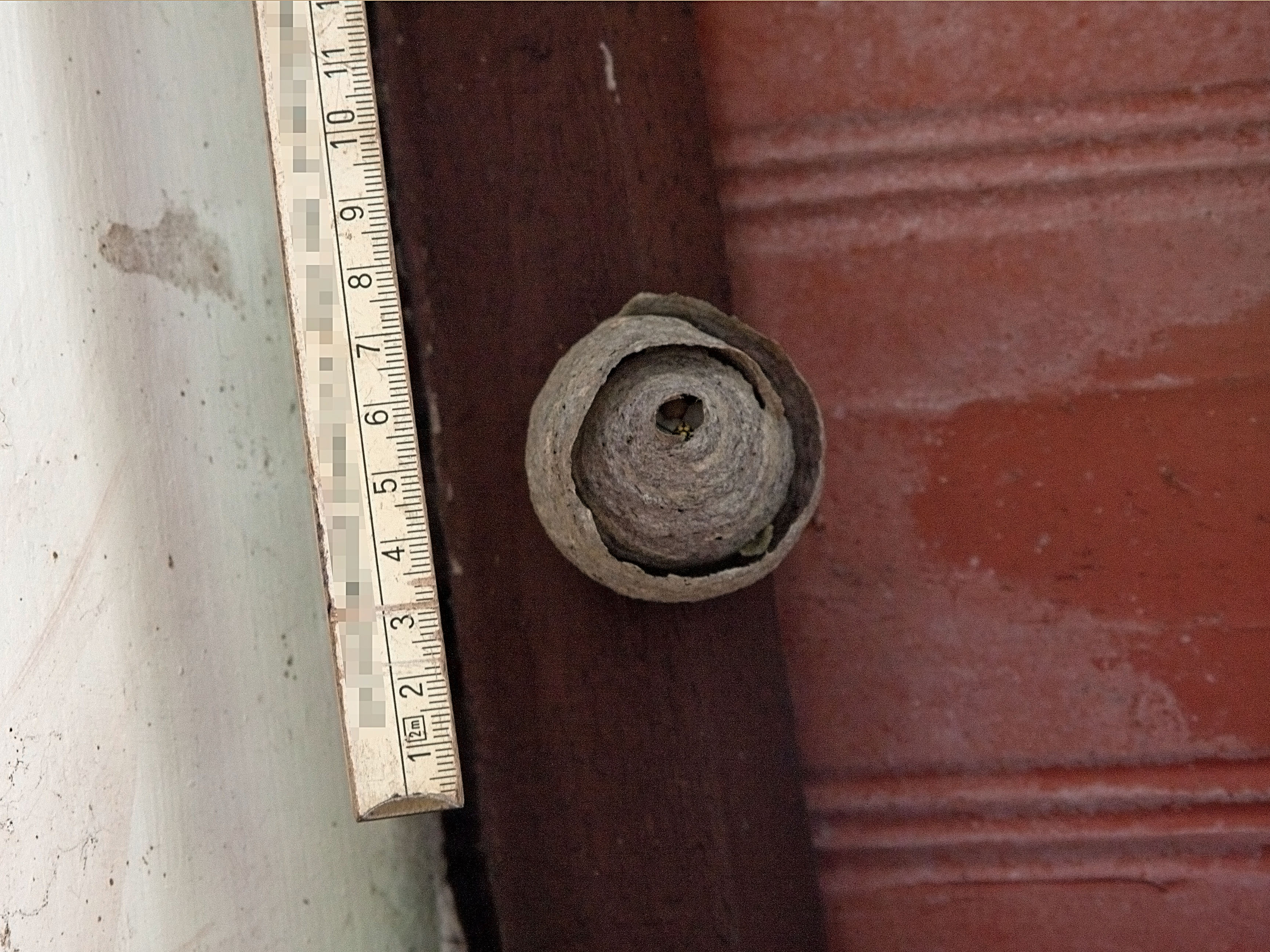
Hnízdo vosy saské v raném období vývoje

#### Dělnice
Úlohou dělnic je údržba hnízda a krmení plodu a královny. Dělnice se líhnou od začátku léta po celou sezonu. Jsou to neplodné samice, líhnou se z oplozených vajíček. Pokud na ně nepůsobí feromony (chemické látky) vylučované královnou, mohou se jim vyvinout vaječníky.[zdroj?] Z takových vajec se ale líhnou pouze samci. Královna vylučuje i další feromony, které dělnice přimějí královnu krmit a starat se o ni. Při výstavbě hnízda královna s dělnicemi prostřednictvím feromonů komunikuje, například může upravovat rychlost rozšiřování hnízda podle svých potřeb.

### Životní cyklus

#### Založení hnízda

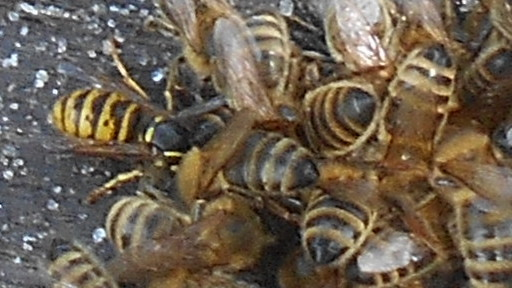
Dělnice vosy saské

Samice - budoucí královna hnízdo staví na větvích, na půdách, v ptačích budkách apod. Hnízdo je visuté, má obal, nejprve pouze jeho horní část. Z vajec se líhnou larvy, které se živí přineseným masem z kořisti. Dostatečně vzrostlé larvy zavíčkují svou zárodečnou buňku a zakuklí se. Přeměna larvy v dospělce vyžaduje teplotu asi 30 stupňů Celsia, aby proběhla správně. Dospělá dělnice se prokouše víčkem ven.

#### Rozvoj hnízda
Dělnice převezmou všechny práce, královna již jen klade vajíčka. Hnízdo je rozšiřováno a je dostavěn obal, ve kterém je jen malý vletový otvor. Stavebním materiálem je papírovina, zaschlé rozžvýkané dřevo. Má výborné izolační vlastnosti a nepropouští vodu. Dělnice zároveň shánějí masitou potravu na potravních zdrojích a střeží hnízdo. Kolonie se rozroste obvykle na 200 až 300 dělnic. Poté královna klade vajíčka pohlavních jedinců.

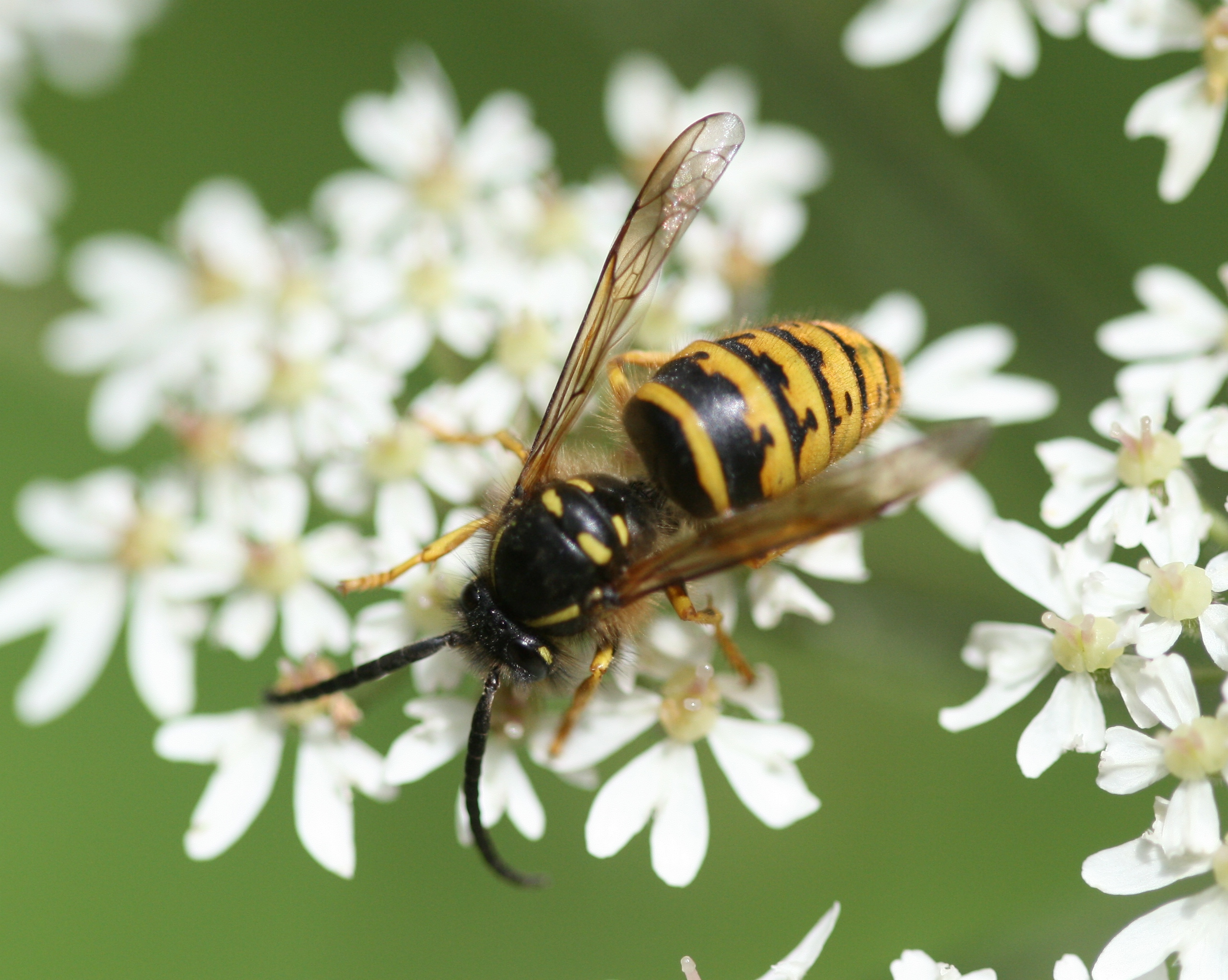
Samec vosy saské

#### Zánik kolonie
Larvy pohlavních jedinců a později dospělci jsou krmeni přednostně. Postupně je zanedbána stará matka, která odletí a zhyne, a larvy dělnic, které vosy někdy využijí i jako zdroj bílkovin. V důsledku je pak kolonie neschopna reprodukce a dělnice postupně vymírají. Vosy saské vymizí obvykle už v polovině září. Královny odlétají z hnízda a hledají si místo na hibernaci. Na jaře zakládají nová hnízda.

### Potrava
Dělnice vosy saské obvykle opylují miříkovité rostliny, rády mají též pámelník. Jejich kořistí jsou housenky a mouchy. Úlovek vosy většinou okoušou a maso rozžvýkají. Někdy přenáší masitou potravu ve voleti. Samy nedovedou maso strávit, ale larvy dovedou z masa extrahovat cukry, trávicí enzymy i jiné výživné látky. V podobě kapek pak tyto výživné látky předávají dělnicím. Dělnice si dovedou tyto kapky i předávat prostřednictvím vzájemného krmení, tzv. trofalaxe. V chladných dnech nebo za nedostatku potravy jsou larvy pro kolonii důležité, jelikož mohou vyloučit značné množství živin.

## Obrana

### Jed
Jed vosy saské se skládá z aminokyselin, enzymů, histaminu a některých dalších látek. Má převážně bolestivé účinky. Smrtelná dávka pro zdravého člověka je několik tisíc žihadel. Při každém bodnutí se uvolní asi 0,15 mg jedu. Vosy mohou používat žihadlo opakovaně. Jed může v blízkosti hnízda plnit i funkci poplašného feromonu, kterým se vosy svolají na vetřelce.

### Agresivita
Vosy saské, stejně jako ostatní dlouholebé vosy, své hnízdo brání jen v kritickém ohrožení. Dráždí je prudké pohyby v okolí hnízda. Mimo hnízdo zaútočí jen zřídka, většinou člověk vosu omylem přimáčkne. Vosa saská se navíc s člověkem často nesetkává, jelikož opyluje a proto většinou neobtěžuje v okolí lidí.

## Kompetice

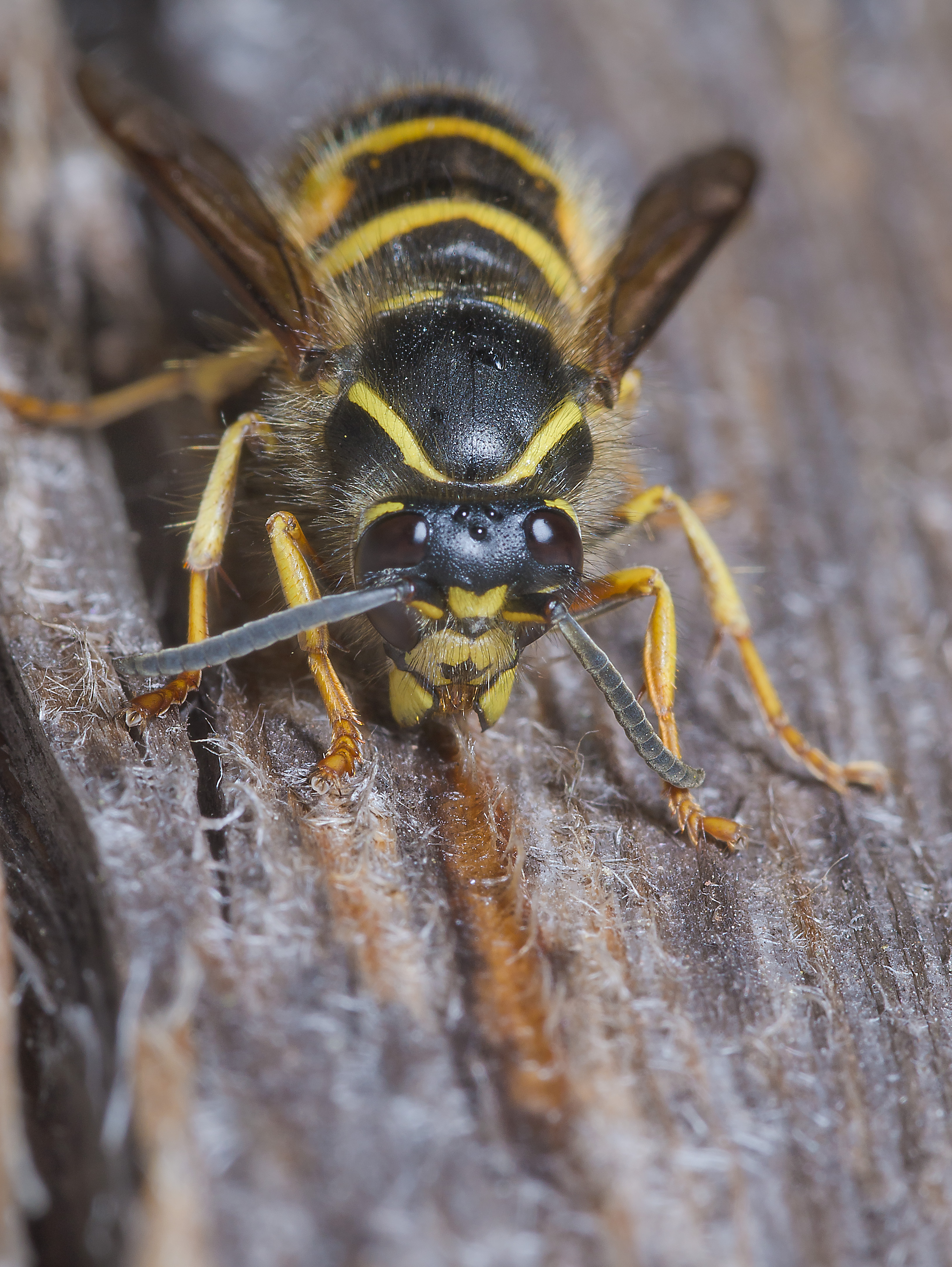
Vosa saská vykusuje dřevo pro stavbu svého hnízda

### Setkání s jinou vosou
Při opylování se vosa saská může setkat s vosou lesní a vosou ryšavou, někdy s vosíkem. Většinou však k bojům nedochází. Na vydatnějších potravních zdrojích vosy saské někdy získají převahu i nad vosíky. Někdy se vosy saské stanou obětí sršně obecné. Místy může docházet i k útokům sršně na hnízdo, v takovém případě ale nedojde k hromadnému útoku jako u sršní mandarínských. 

### Setkání se včelou nebo mravencem
Na mravence vosy obvykle reagují útěkem nebo pokusem o jeho odhození. Na včely mohou reagovat i útočně, ale pokud se vyskytne větší množství včel, obvykle útočit přestanou. Masivní útoky na včelí úly nejsou běžné.